# حمزة طاهر
حمزة طاهر (9 نوفمبر 1995 في المملكة المتحدة - ) (بالإنجليزية: Hamza Tahir)‏ هو لاعب كريكت بريطاني.

## وصلات خارجية
- حمزة طاهر على موقع إي آس بي آن كريك إنفو (الإنجليزية)